# Возвращение (фильм, 2006)
«Возвраще́ние» (исп. Volver) — фильм Педро Альмодовара. По словам режиссёра, это история, в которой присутствуют «бабушка, мать, дочь, призраки и танго». Фильм участвовал в конкурсной программе Каннского кинофестиваля 2006 года. Педро Альмодовар получил приз за лучший сценарий, а актрисы, участвовавшие в фильме, получили коллективную награду за актёрскую работу.

## Сюжет
Молодая женщина Раймунда вместе с дочерью Паулой и сестрой Соледад приезжает из Мадрида в родную деревню проведать их с Соледад пожилую тётю, тоже по имени Паула. Тётя под старость лет страдает провалами в памяти, но к удивлению сестёр каким-то образом умудряется вести домашнее хозяйство. Живущая одиноко с ней по соседству Агустина, подруга детства сестёр, рассказывает им, что она несколько раз слышала, как тётя Паула разговаривала с их матерью Иреной, что невозможно: родители сестёр за четыре года до этого сгорели во время пожара.
Через несколько дней Раймунда, вернувшись домой с работы вечером, с ужасом обнаруживает, что её муж Пако (безработный алкоголик) попытался изнасиловать Паулу и она, в целях самообороны, нанесла ему смертельный удар ножом. При этом Пако перед этим сообщил Пауле, что он не её отец. Раймунда с дочерью прячут его труп в холодильной камере расположенного неподалёку маленького ресторана, чей владелец, друг Раймунды, уехал перед этим, но оставил ей ключи. Одновременно умирает тётя Паула, но на её похороны едет лишь одна Соледад. Во время прощания она неожиданно кратко видит Ирену, а затем Агустина сообщает ей, что тётя каким-то образом сумела заранее оплатить все похоронные процедуры, а в ночь её смерти кто-то постучал в дверь дома Агустины и сообщил ей о произошедшем.
Когда Соледад возвращается в Мадрид, то обнаруживает в багажнике своей машины Ирену. Она уверена, что это только призрак её матери, который вернулся, чтобы закончить какое-то незаконченное дело. Ирена не отрицает этого и лишь сообщает, что её дело связано с Раймундой — в своё время та неожиданно резко отдалилась от матери, съехала жить к тёте Пауле, а затем и вовсе заключила явно не по любви неудачный брак с Пако, — и она не хочет, чтобы та её видела. Она прячется в квартире Соледад и, прикинувшись русской, начинает помогать дочери в её работе (Соледад — парикмахерша, работающая на дому). Одновременно, Раймунда случайно оказывается втянута в ресторанный бизнес, когда работающая неподалёку съёмочная группа решает использовать ресторан в качестве столовой. Неожиданно дело имеет успех и Раймунда начинает управлять рестораном, подключив к этому делу Паулу и своих подруг. В какой-то момент она признаётся Пауле, что Пако не солгал: он действительно не её отец. Она обещает дочери, что позже расскажет ей всю правду. Через какое-то время она увозит холодильник с трупом за город и захоранивает его на побережье реки Хукар.
У Агустины обнаруживается рак в тяжёлой форме и она приезжает в Мадрид и ложится в онкологическую клинику. Позвав к себе Раймунду, она просит её узнать хоть что-нибудь о её собственной матери, которая пропала без вести. Она уверена, что их тётя Паула разговаривала с призраком Ирены и просит Раймунду, если та тоже увидит его, спросить, где её мать. Ещё через некоторое время она снова встречается с Раймундой и раскрывает тайну: смерть родителей Соледат и Раймунды может быть связана с исчезновением её матери, потому что мать пропала в день их гибели, а отец сестёр имел с ней шашни. Одновременно Паула случайно обнаруживает Ирену в квартире у тёти и быстро сближается с ней. Через некоторое время и сама Раймунда обнаруживает мать и становится понятно, что Ирена вовсе никакой не призрак. Ирена и Раймунда говорят по душам и здесь наконец выясняется вся страшная правда.
Муж Ирены и отец девочек был любитель ходить налево, но Ирена предпочла закрыть на это глаза, хотя это причиняло ей боль. Поэтому она не заметила, что в какой-то момент муж начал насиловать Раймунду и та озлобилась на мать за её невнимательность. В конечном итоге Раймунда родила от отца Паулу, но, чтобы скрыть «отцовство», вышла неудачно замуж за Пако. За 4 года до событий фильма Раймунда, позвонив домой, отказалась беседовать с матерью, после чего тётя Паула раскрывает Ирене правду про рождение Паулы. Обезумев от ярости и проклиная себя за невнимательность Ирена находит мужа в сарае в объятиях матери Агустины и, совершенно не отдавая себе отчёт, заживо сжигает их (те, по её словам, надышались дымом и даже не проснулись). Полиция не стала особо заниматься этим делом, потому что пожары в их местности были нередким явлением, и мать Агустины была похоронена под именем Ирены. Сама Ирена какое-то время скиталась по окрестностям без цели и в конечном итоге снова вернулась к своей сестре Пауле, где и прожила 4 года инкогнито, опасаясь, что её раскроют. Поскольку тётя Паула уже тогда страдала старческим маразмом, то никто из соседей не удивлялся, если слышал, как та беседует с Иреной.
Агустина принимает предложение своей сестры, местной теледивы, принять участие в ток-шоу, чтобы рассказать об исчезновении своей матери, а в обмен ей обещано лечение в США. Однако она так и не решается сообщить, что её мать была подругой Ирены и в то же время крутила роман с её мужем, и в итоге уходит во время эфира из студии. Ирена с дочерьми и внучкой приезжает в дом Паулы, подумывая продать его. Туда же приходит Агустина (Ирену она не видит) и сообщает сёстрам, что не смогла так пожертвовать их дружбой и решила отказаться от шанса получить качественное лечение. Тогда Ирена, чувствуя вину перед Агустиной, принимает решение переехать жить к ней (прикинувшись всё тем же призраком) и ухаживать за ней, сама оказывая ей необходимые медицинские услуги.

## В ролях
| Актёр               | Роль                      |
| ------------------- | ------------------------- |
| Пенелопа Крус       | Раймунда                  |
| Кармен Маура        | мать Ирена                |
| Лола Дуэньяс        | сестра Соледад            |
| Бланка Портильо     | подруга Агустина          |
| Йохана Кобо         | дочь Паула                |
| Чус Лампреаве       | тётя Паула                |
| Мария Исабель Диас  | соседка Регина            |
| Неус Санс           | соседка Инес              |
| Антонио де ла Торре | муж Пако                  |
| Карлос Бланко       | владелец ресторана Эмилио |
| Леандро Ривера      | ассистент продюсера       |

## Награды и номинации
- На Каннском кинофестивале 2006 года фильм получил награды в категориях «Лучший сценарий» и «Лучшая актриса», причем последняя была присуждена сразу шести актрисам, снявшимся в фильме — Пенелопе Крус, Лоле Дуэньяс, Кармен Мауре, Бланке Портильо, Йохане Кобо и Чус Лампреаве.
- В 2006 году фильм получил награду ФИПРЕССИ в категории «Фильм года» на международном Сан-Себастьянском кинофестивале.
- Был представлен на кинофестивале в Торонто в 2006 году.
- По итогам 2006 года номинирован на кинопремию «Гойя» в 14 категориях, в том числе «Лучший фильм», «Лучший режиссёр», «Лучшая женская роль», «Лучший оригинальный сценарий» и 3 номинации в категории «Лучшая женская роль второго плана».